# 황만영
황만영(1875~1939)는 한국의 독립운동가로1995년 건국훈장 애족장을 추서받았다. 본관은 평해

## 생애
황만영은 1875년 6월 20일 강원도 평해에서 태어났다. 이후 숙부 황원(黃洹)에게 입양되었다. 어려서 한문을 수학하였고, 곧 농업에 종사하였다